# Acrogenotheca
Acrogenotheca — рід грибів. Назва вперше опублікована 1963 року.

## Класифікація
До роду Acrogenotheca відносять 3 види:
- Acrogenotheca elegans
- Acrogenotheca ornata
- Acrogenotheca pulcherrima